# 김다혜 (1979년)
김다혜(金多慧, 1979년 4월 20일 ~ )는 대한민국의 아역배우 출신이자, 연기자이다.

## 생애
신장은 164cm이고 체중은 44kg인 그녀는 1983년 MBC TV ‘사이코 드라마’로 데뷔, 이듬해 1984년 배창호 감독의 영화 ‘그해 겨울은 따뜻했네’와 1985년 KBS 2TV 《TV유치원 하나 둘 셋》을 통하여 아역으로 데뷔하였으며 6년 후 1991년 5월 26일 일요일에 KBS 1TV에서 제1회 유니세프 국제어린이음악제 한국예선 《엄마의 사랑이야 아빠의 사랑이야》로 우수상 수상하였고, 1992년 5월 23일 토요일에 유니세프 국제어린이음악제 한국예선 《우리들만의 세상》을 불렀다.

## 학력
- 리라초등학교 졸업
- 장충여자중학교 졸업
- 보성여자고등학교 졸업

## 출연작

### 영화
- 1984년 《그해 겨울은 따뜻했네》 - 어린 오목 역
- 1984년 《비천괴수》
- 1985년 《고래사냥 2》
- 1991년 《어린이 무술왕》 - 고은희 역
- 1991년 《코리언 보이》
- 2006년 《비단구두》 - 홍매 역

### TV 프로그램
- 1985년 ~ 1986년 KBS 2TV 《TV유치원 하나 둘 셋》
- 1991년 5월 26일 KBS 1TV 제1회 유니세프 국제어린이음악제 한국예선 (엄마의 사랑이야 아빠의 사랑이야)
- 1992년 5월 23일 KBS 1TV 제2회 유니세프 국제어린이음악제 한국예선 (우리들만의 세상)
- 1995년 EBS TV 《컴퓨터는 내 친구》
- 1997년 KBS 2TV 《슈퍼 선데이》 - 청춘시트콤 우리들의 이야기
- 1997년 MBC TV 《TV쇼핑》
- 2003년 PSB 부산방송 《리얼TV 세상발견 유레카》
- 2003년 ~ 2004년 iTV 경인방송 《연예로드쇼》
- 2003년 ~ 2004년 SBS TV 《체험! 지구촌 홈스테이》

### 라디오 프로그램(진행, 출연)
- 2011년 ~ 2015년 cpbc 가톨릭평화방송 《오늘이 축복입니다》 - DJ
- 2016년 11월 28일 ~ 2018년 5월 14일 cpbc 가톨릭평화방송 《한낮의 가요선물》 - DJ

### 드라마
- 1983년 MBC TV 사이코 드라마
- 1983년 ~ 1984년 MBC TV 주말연속극 《아버지와 아들》
- 1984년 MBC TV 《MBC 베스트셀러극장 고깔》
- 1985년 KBS 2TV 수목드라마 《빛과 그림자》
- 1985년 KBS 1TV 수요드라마 《조그마한 천국》
- 1988년 KBS 2TV 단막극 《KBS 드라마게임 - 양심선언》
- 1988년 KBS 2TV 《그 해 겨울은 따뜻했네》 - 어린 수지 역
- 1989년 KBS 1TV 대하드라마 《토지》 - 이양현 역
- 1997년 KBS 2TV 청소년드라마 《신세대 보고 - 어른들은 몰라요》
- 2004년 ~ 2005년 MBC TV 일일연속극 《왕꽃 선녀님》 - 윤초원의 친구 역
- 2007년 SBS TV 금요드라마 《아들찾아 삼만리》 - 이진주 역

### 뮤지컬
- 1990년 MBC TV 창사특집 어린이뮤지컬 《해 달 별 그리고 우리》

### CF
- 1982년 서울식품공업 바로스프 (with 고두심, 차화연)
- 영창악기 (1988년)
- 공익광고협의회 1993년 세계 박람회(대전 엑스포) 공익광고 - 아버지와 딸 편 (1993년)
- 오뚜기
- 농심
- 그랜드백화점
- 두루넷 외 다수

## 앨범
- 1989년 예쁜노래 모음
- 1989년 김다혜 크리스마스 캐롤
- 1990년 조용필 김다혜 함께부르는 동요 / "까치소리의 기쁨"
- 1991년 김다혜 동요 1, 김다혜 동요 2
- 1993년 가장 친근한 우리의 꼬마 김다혜 캐럴
- 2006년 김다혜와 함께하는 메리 크리스마스

## 수상
- 1991년 5월 26일 KBS 1TV 제1회 유니세프 국제어린이음악제 한국예선 우수상 (엄마의 사랑이야 아빠의 사랑이야)
- 1992년 5월 23일 KBS 1TV 제2회 유니세프 국제어린이음악제 한국예선 입상 (우리들만의 세상)
- 2013년 3월 14일 제25회 한국PD대상 : 라디오진행자부문 출연자상
- 2013년 9월 3일 제40회 한국방송대상 시상식 : 라디오 진행자상